# Кокси, Михил
Михил Кокси, Михаэль ван Кокс Старший, Михаэль Коксиус (нидерл. Michiel Coxcie,  Michiel van Coxcie, Coxius; 14 марта 1499, Mechelen — 3 марта 1592, Mechelen, Лимбург) — фламандский рисовальщик, гравёр, живописец, мастер алтарных картин и портретов, автор рисунков для витражей и шпалер эпохи позднего Возрождения и маньеризма. Родоначальник большой семьи потомственных фламандских художников XVI—XVIII веков. Придворный художник императора Карла V и короля Испании Филиппа II. Художник был настолько популярен, что получил, как и его учитель Бернарт ван Орлей, прозвание «фламандского Рафаэля».

## Семья художников Кокси
Михил Кокси Старший имел четырёх детей, также художников: Рафаэль Кокси (1540—1616), Анна (1547—1595), Виллем (?), Михил ван Кокси Второй (ок. 1569—1616). Внук — Михил ван Кокси Третий (1603—1669) — тоже художник. Его сын — известный живописец Ян Кокси. В Англии и Голландии работал Гонзалес Кокс (1614—1684). Кроме названных известен Адриан Кокс (?—1701) — мастер росписи делфтских фаянсов, работавший в 1687—1701 годах и подписывавший свои изделия монограммой «АС», и ещё многие другие архитекторы, живописцы, скульпторы, декораторы, работавшие под этой фамилией главным образом в Антверпене. Их родственные отношения в источниках не проясняются.

## Жизнь и творчество Михила Кокси Старшего
Точные сведения о ранних годах художника, его рождении и обучении отсутствуют. Поздние биографы сообщают о его обучении у Бернарта ван Орлея, порекомендовавшего ему продолжить обучение в Италии. В период с 1527 по 1539 год Кокси жил и работал в Риме. Джорджо Вазари знал Кокси лично и сообщал, что он освоил в Риме технику фрески, мало знакомую нидерландским художникам. Более того, он выполнил фрески в двух капеллах церкви Санта-Мария-дель-Анима, которые снискали ему известность в Риме. Вскоре после завершения фресок в 1534 году он был принят в Гильдию Святого Луки. Он был одним из первых фламандских художников, принятых в гильдию.
Он участвовал в украшении новой базилики Святого Петра, но созданные им фрески утрачены из-за более поздних ремонтов интерьера собора. Во время своего пребывания в Италии он также предоставил свои рисунки итальянским гравёрам, в том числе для серии из тридцати двух гравюр на тему истории Амура и Психеи по Апулею, которые были награвированы Агостино Венециано и «мастером штампа» и опубликованы Антонио Саламанкой в Риме между 1530 и 1560 годами.
В 1539 году Кокси вернулся на родину через Милан. Находясь в Милане, он создал два картона для шпалер. Сначала он поселился в Мехелене, где 11 ноября 1539 года зарегистрировался в местной Гильдии Святого Луки. Он женился на Иде ван Хасселт, уроженке города Хасселт, находившегося тогда в графстве Лун в княжестве-епископстве Льежа. Позже Кокси проживал в Льеже, главном городе княжества-епископства. Льеж был в то время важным художественным центром, где действовали такие известные художники, как Ламберт Ломбард, Франс Флорис и Виллем Кей. Ломбард и Флорис были романистами, то есть художниками из Нидерландов, которые приехали в Рим, где они ассимилировали новые течения итальянского искусства, и по возвращении домой порывали со старыми нидерландскими традициями живописи. Не совсем ясно, как долго Михил Кокси оставался в Льеже. Возможно, какое-то время он путешествовал между Мехеленом и Льежем.
К 1542 году он переехал в Брюссель, а с 1546 года служил придворным художником королевы Венгрии и Чехии Марии Венгерской.
Михиль Кокси был плодовитым художником. Он писал портреты и фрески, произведения библейской и исторической тематики, создавал картины для церквей (например, для мехеленского Собора Святого Румольда и брюссельского Собора Святых Михаила и Гудулы). До настоящего времени известен как талантливый копиист картин работы Рогира ван дер Вейдена и Яна ван Эйка.

## Галерея

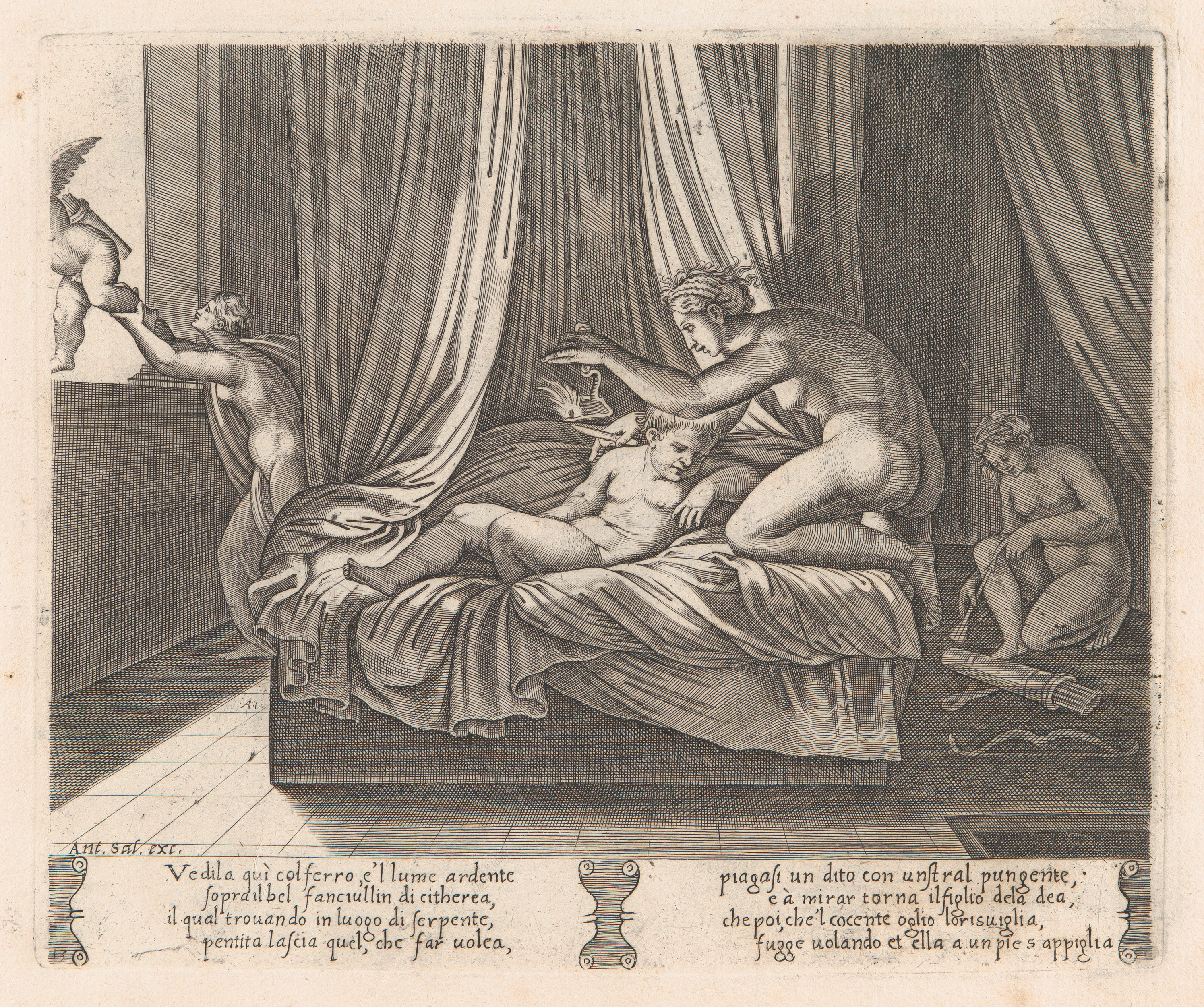
Офорт из серии «История Амура и Психеи». Ок. 1530
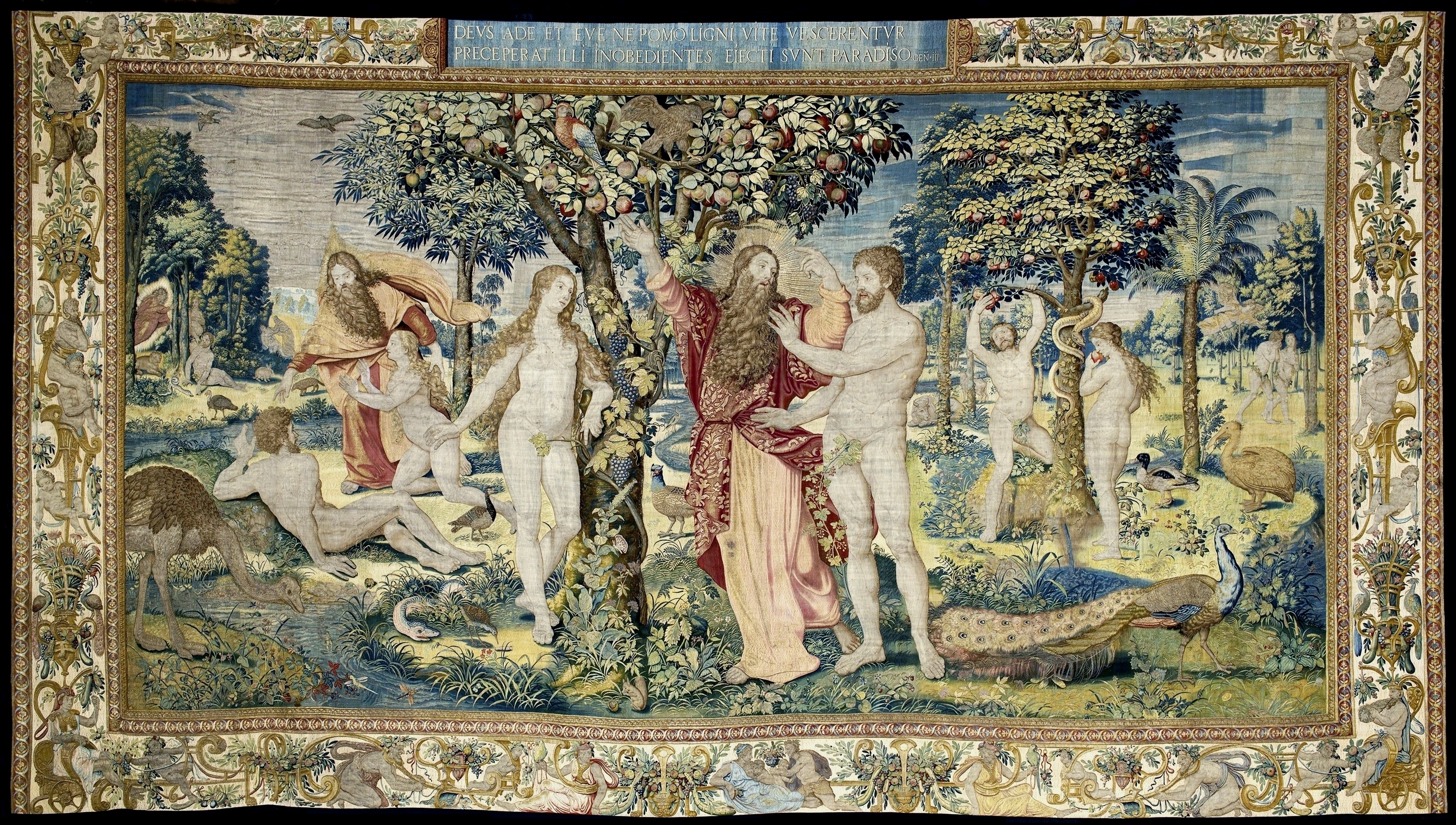
Рай. Сотворение и падение человека. Шпалера. Ок. 1550. Вавельский замок, Краков
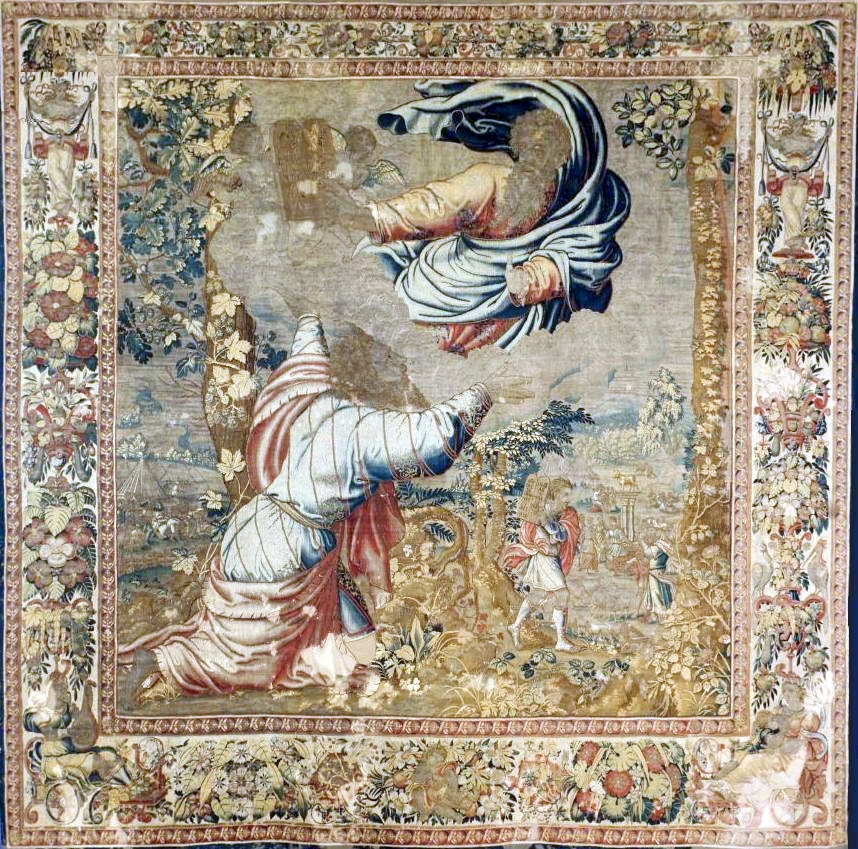
Моисей, получающий скрижали Завета. Шпалера. Ок. 1550
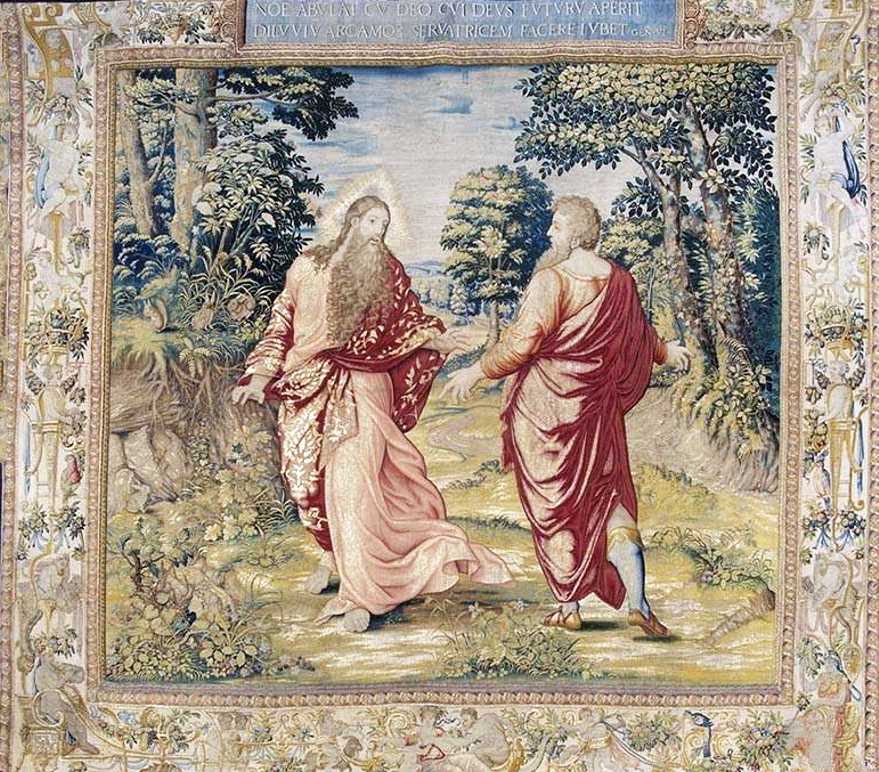
Беседа Бога с Ноем. 1550. Шпалера. Аррас. Вавельский замок, Краков
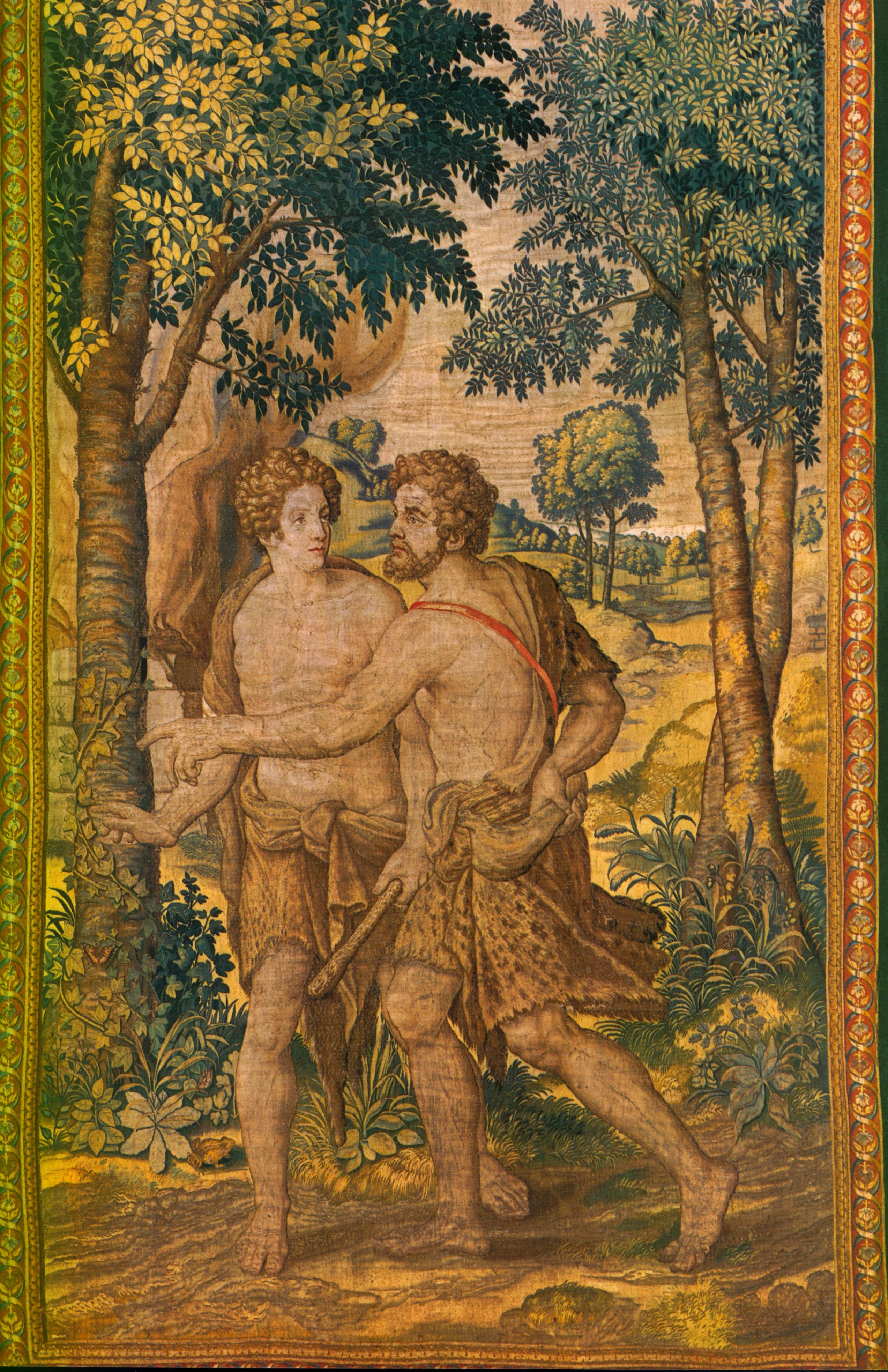
Каин и Авель. 1550. Шпалера. Аррас. Вавельский замок, Краков
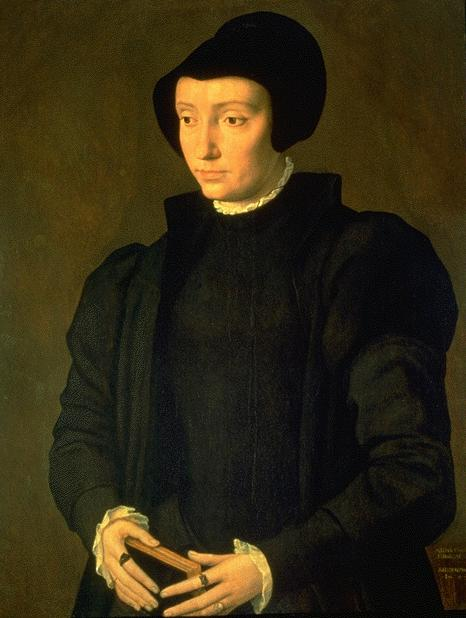
Портрет Кристины Датской. 1545. Дерево, масло. Мемориальный художественный музей Аллена, Оберлин, Огайо, США
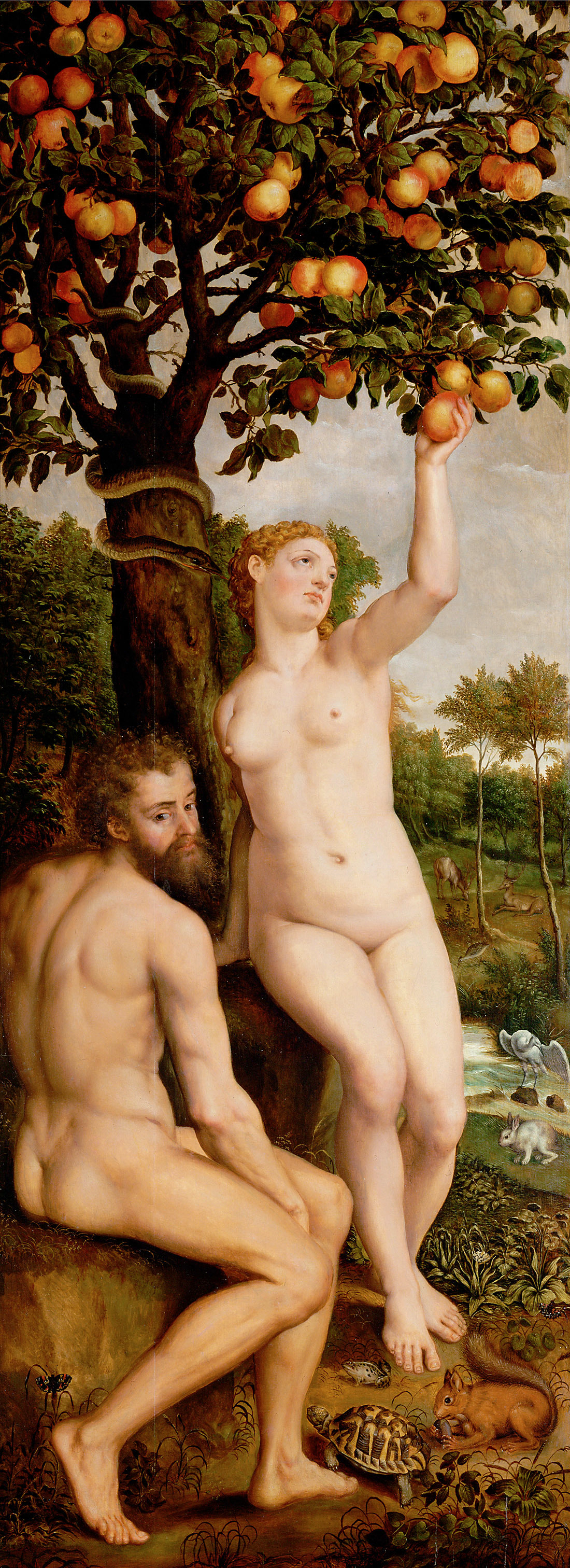
Грехопадение. Между 1510 и 1550. Дерево, масло. Музей истории искусств, Вена
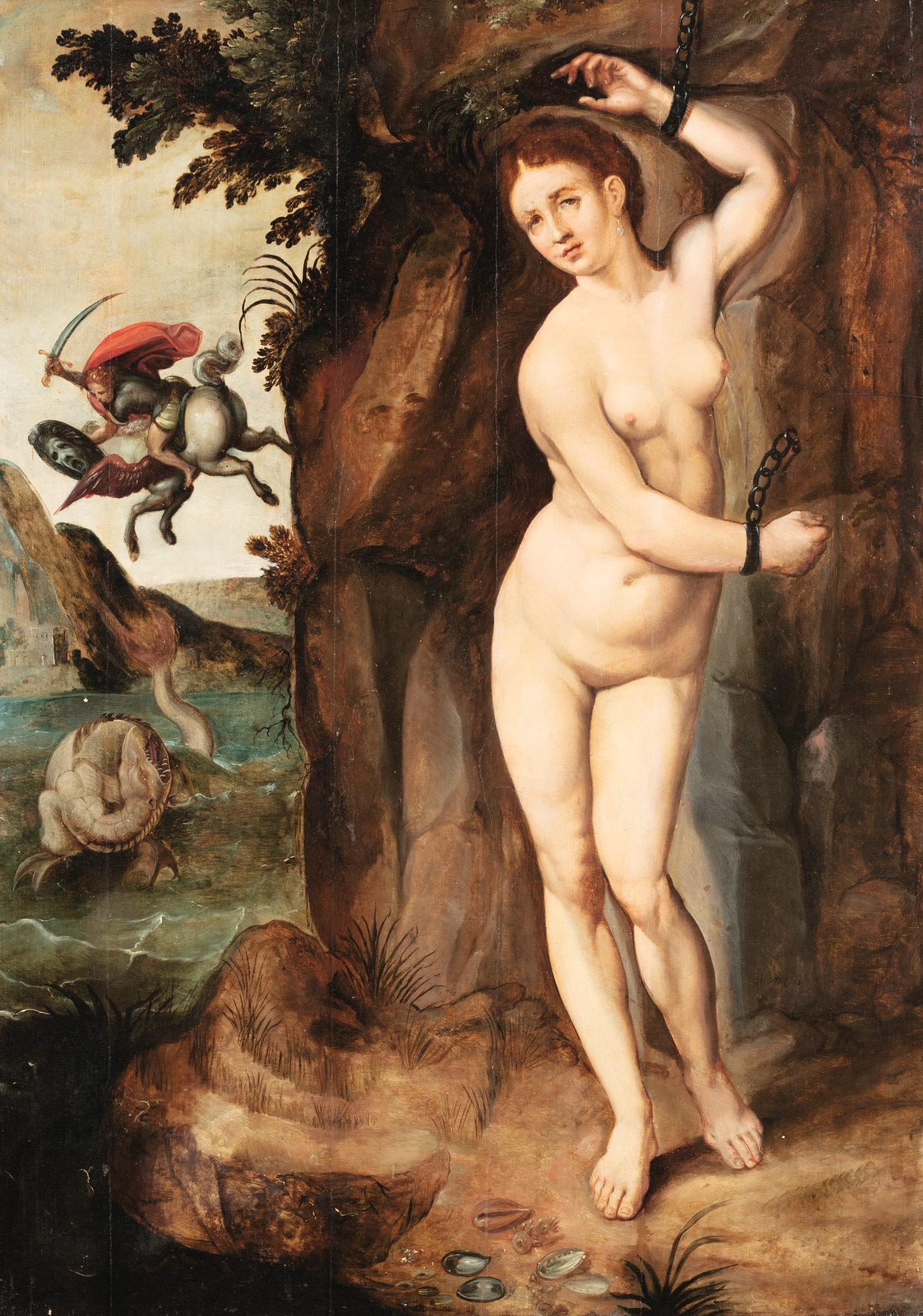
Персей, освобождающий Андромеду. Между 1520 и 1592. Дерево, масло. Частное собрание
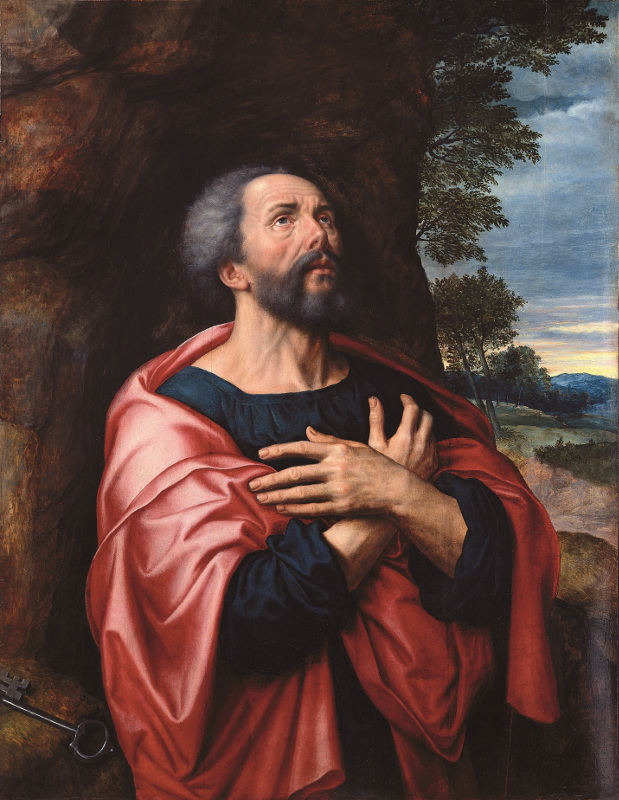
Святой Пётр. Между 1540 и 1592. Дерево, масло. Музей изящных искусств, Валенсия
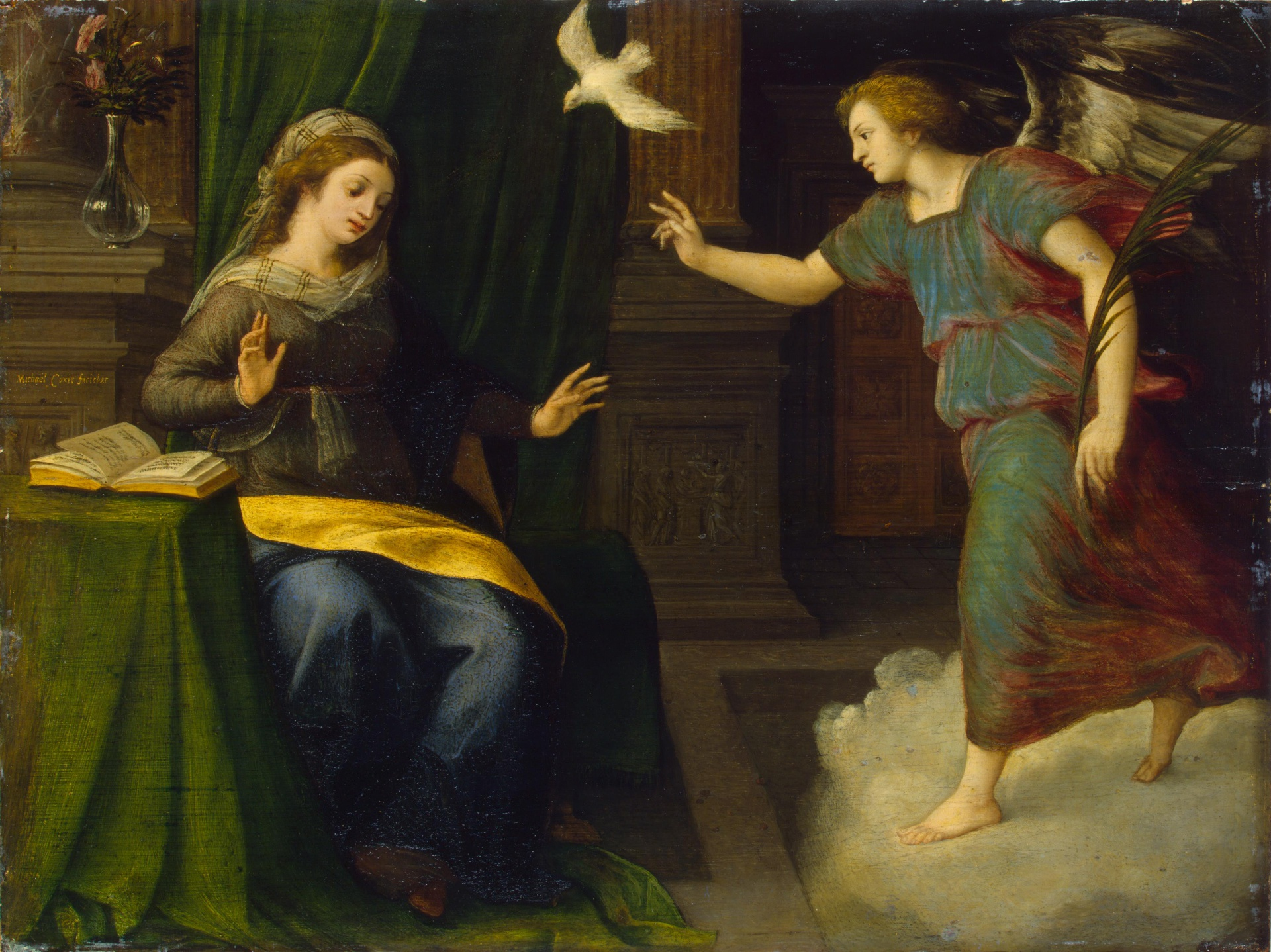
Благовещение. 1580-е. Дерево, масло. Государственный Эрмитаж, Санкт-Петербург
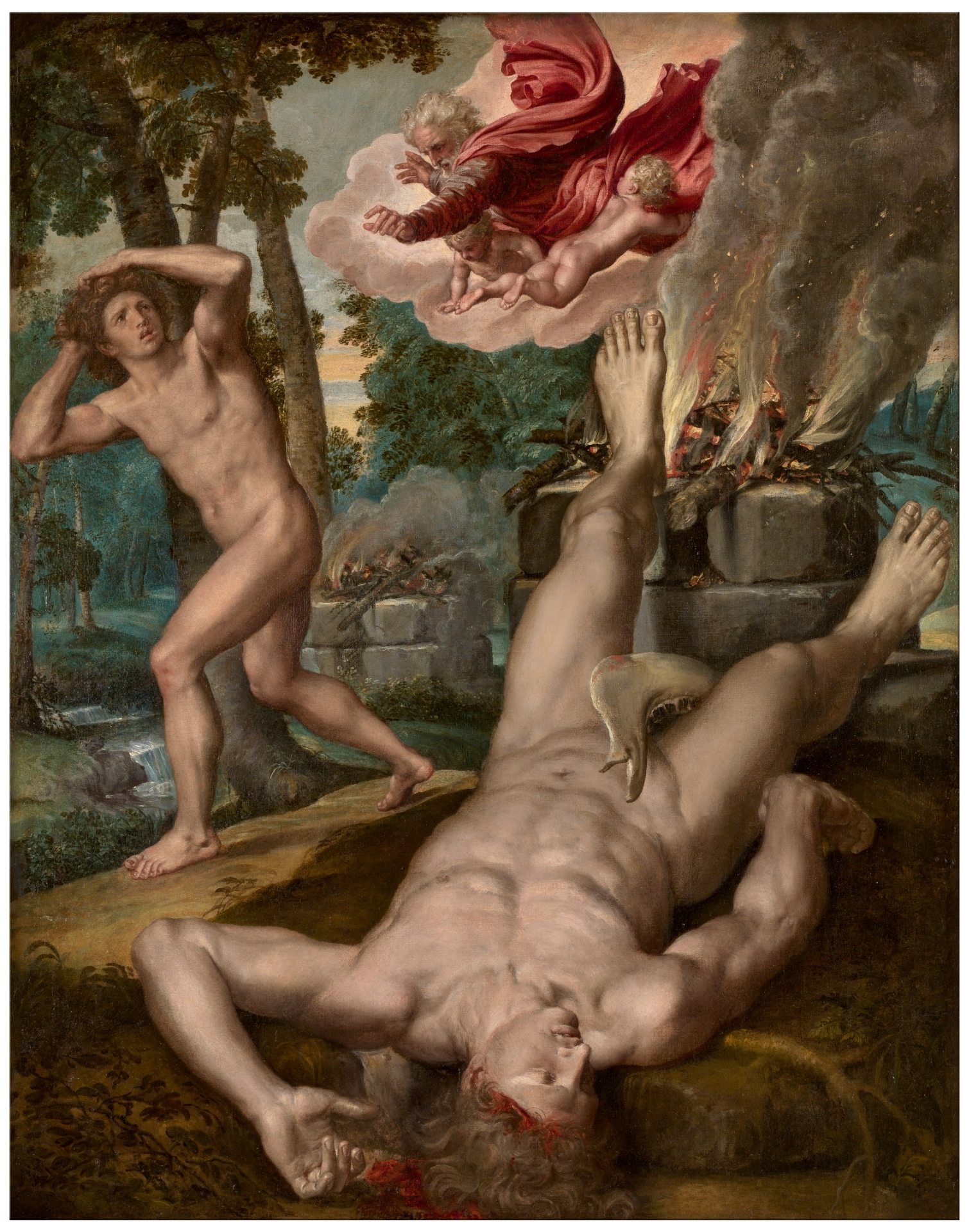
Убийство Авеля. Между 1539 и 1559. Холст, масло. Прадо, Мадрид
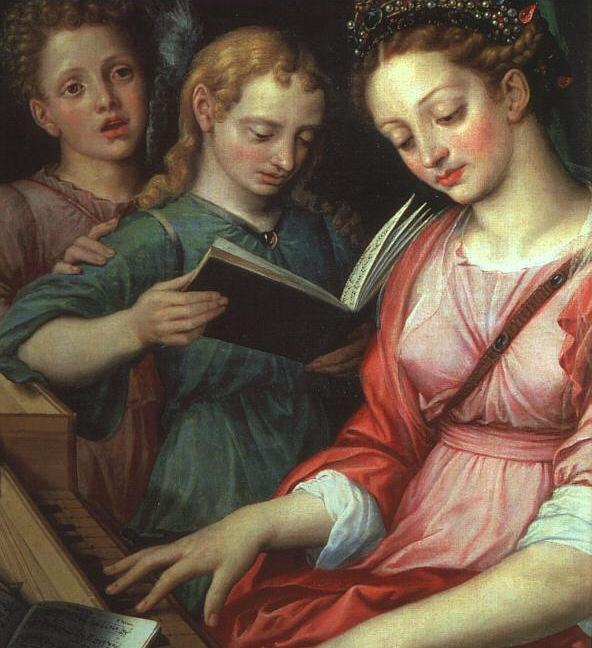
Святая Цецилия. Деталь. 1569. Холст, масло. Прадо, Мадрид